# جورج إيلا ليون
جورج إيلا ليون (بالإنجليزية: George Ella Lyon)‏ (25 أبريل 1949، هارلان في الولايات المتحدة)؛ روائية أمريكية.